# Canon Canonet QL17 G-III
Le Canonet QL17 G-III est un appareil photographique télémétrique de Canon commercialisé de 1972 à 1982,. Il s'agit de la troisième génération de Canonet, après le Canonet original et le New Canonet.

## Description
Il est doté d'un objectif à focale fixe de 40 mm f/1,7 et d'un système de mesure de la lumière à priorité vitesse débrayable permettant un contrôle manuel de l'exposition. L'emplacement de la cellule d'exposition, à l'avant de l'objectif, permet d'utiliser des filtres sans compensation manuelle. Le sabot peut recevoir un flash à griffe standard ou le Canolite D, conçu spécialement pour la série des Canonet.
La cellule d'exposition était prévue pour fonctionner avec une pile au mercure PX625, aujourd'hui introuvable. On peut toutefois la remplacer par son homonyme alcaline, mais en raison de la différence de tension, de l'absence de circuit électronique de compensation, et de la pente de décharge différente entre les deux piles, l'exposition varie entre une sous-exposition de 1,5 diaphragme en début de vie de la pile alcaline, jusqu'à une surexposition d'approximativement la même valeur en fin de vie. Par ailleurs, une pile au mercure est efficace plusieurs années contre quelques mois seulement pour une pile alcaline. Ces inconvénients sont tolérables avec des négatifs couleurs ou noir et blanc modernes, mais sont prohibitifs avec du film inversible (diapositives). Il existe des adaptateurs incorporant une diode à effet Schottky pour utiliser de simples piles SR-44 avec une meilleure précision, ou des piles zinc-air présentant les mêmes caractéristiques électriques que les piles au mercure mais d'une durée de vie limitée à trois mois après ouverture de l'opercule d'entrée d'air (que la pile soit ensuite utilisée ou pas).